# Șoala
Șoala (rumänisch früher Șalea; deutsch Schaal, früher auch Schael, Schaalendorf; siebenbürgisch-sächsisch Schuel, Schuuaal, ungarisch Sálya) ist Teil der Gemeinde Axente Sever im Kreis Sibiu in Siebenbürgen in Rumänien.

## Geschichte
Von 1331 ist die älteste Erwähnung des Ortes erhalten.
1930 wohnten hier 816 Einwohner, davon 498 Deutsche, 233 Rumänen und 85 Roma. 2002 waren von 314 Einwohnern 301 Rumänen, 8 Deutsche und 5 Roma.

## Sehenswürdigkeiten

Kirchenburg

- Kirchenburg